# Plaza de la Carrière
La plaza de la Carrière se encuentra ubicada en la ciudad de Nancy, al este de Francia, en la región de la Lorena. Está declarada, junto con las plazas Stanislas y d'Alliance de la misma ciudad, Patrimonio de la Humanidad por la Unesco desde 1983

## Historia
Al convertirse en duque de Lorena, el rey de Polonia-Lituania Estanislao I Leszczynski modernizó su capital, e ideó una forma de unir el viejo burgo medieval con la ciudad moderna de Carlos III por un sistema de plazas urbanas, marcando la transición mediante un arco de triunfo. Este conjunto, constituido por la place Royale (actual plaza Stanislas) y la plaza de la Carrière, articuladas por un arco de triunfo (puerta Héré), combina con gracia los edificios majestuosos y las famosas puertas de oro de Jean Lamour. 